# 山本ルンルン
山本 ルンルン（やまもと ルンルン、1973年5月27日 - ）は、日本の漫画家、イラストレーター。栃木県宇都宮市出身。血液型B型。カートゥーンのような絵柄が特徴。

## 来歴
小学1年生から少女漫画を描いており、12歳のときに『別冊フレンド』の月例賞に応募した漫画で小さな賞をとり、以降は大賞はとれないものの月例賞の常連となる。
1993年、武蔵野美術大学短期大学部グラフィックデザイン科卒。大学生時はイラストレーション寄りになり漫画の作風を模索していたが、友人のバンドの会報に4コマ漫画を描かないかと誘われ、そのとき気楽に描いたものが作風を確立するきっかけとなる。以降ペンネームを「山本ルンルン」とする。
1998年、『月刊漫画ガロ』6月号掲載の『RUNRUNHOUR』でデビュー。2000年より『CUTiE Comic』で『シトラス学園』を連載開始。当初は連載1本だったが、友人から朝日小学生新聞が漫画募集の広告を載せているという話を聞いて応募し、2002年に『オリオン街』の連載を開始して以降、長期にわたり作品を掲載し続ける。朝日小学生新聞に連載された『マシュマロ通信』は2004年にアニメ化されている。
2013年には『ないしょの話 山本ルンルン作品集』が「このマンガがすごい!2014」、2014年には『はずんで! パパモッコ』が「このマンガがすごい!WEB」月間ランキング オンナ編にランクインする。
2019年11月、銀座ヴァニラ画廊で初の個展となる「山本ルンルン漫画家21周年記念展『LUNLUNHOUR』」を開催。同月発売の『ハルタ』Vol.69には、山本ルンルン画業21周年記念小冊子「LUNLUN HOUR LUNLUN ROOM」が収録され、カバーイラスト、カバー・ストーリーも手がけた。

## 作風
ファンタジックな世界観で繰り広げられる様々な人間模様を描いたものが多い。『オリオン街』『マシュマロ通信』（朝日小学生新聞連載）など小学生向けに描かれた作品などがある一方で、『ガロ』掲載作や初期の代表作である『シトラス学園』は掲載誌の読者層がやや高めなこともあり、可愛らしいカートゥーン調の絵柄とは裏腹にブラックユーモアが含まれたエピソードも多い。
影響を受けた人物は、イラストレーターでは金子國義、横尾忠則、宇野亜喜良、漫画家では佐々木マキ、手塚治虫、藤子不二雄。また、ホラー漫画も好んでおり、伊藤潤二、諸星大二郎、高橋葉介の名を挙げている。
『シトラス学園』や『マシュマロ通信』の舞台であるシトラス公国に代表される西洋の世界観は、東ヨーロッパの小国が舞台ながら『ファミリータイズ』などのアメリカンホームコメディ、『トムとジェリー』などのカートゥーンアニメ、『特攻野郎Aチーム』などのドラマといったアメリカのテレビ番組の影響が強い。

## 作品リスト

### 漫画

#### 連載
- シトラス学園（『CUTiE Comic』→『Vanilla』2000年9月号 - 2003年2月号） - 連載デビュー作

- 『朝日小学生新聞』連載。フルカラー漫画。毎日3ページ分が短期集中連載された。
  - オリオン街（2002年1月 - 2004年1月）
  - マシュマロ通信（2004年1月 - 2006年1月） - 2004年4月4日からテレビアニメ化。テレビ東京系ネット局と長崎国際テレビで放送された。
  - 宇宙の白鳥（2006年1月 - 2009年8月）
  - 夢見るポルボロン（2009年9月 - 2011年9月） - 2023年6月にAmazon Kindleで全4巻が刊行された[8]。
  - はずんで! パパモッコ（2012年1月 - 2024年3月）
  - ハムサンドさんを待ちながら（2024年4月 - ）

- 『朝日中学生ウィークリー』連載。フルカラーの7コマ英字漫画。
  - The Marshmallow Times（マシュマロ通信）（2004年 - 2006年3月 全102回連載） - 復刊ドットコムによるWEB予約制限定部数復刊形式で2012年9月に刊行された。
  - Swans in Space（宇宙の白鳥）（2006年4月 - 2007年）
  - Milk in Another World（ミルクのもうひとつの世界）（2007年 - 2012年9月 全274回） - バックナンバーと作者のコメントが公式サイトに掲載されている。
  - Hop!Papamocco（はずんで! パパモッコ）（2012年10月 - 2024年3月 全636回）
  - Waiting for Hamsand（ハムサンドさんを待ちながら）（2024年4月 - ）

- マシュマロマッシュ（『ピチレモン』2004年3月号 - 2005年2月号） - 『マシュマロ通信』番外編無声漫画
- ミス・ポピーシードのメルヘン横丁（『まんがタイムラブリー』2006年5月号 - 2008年8月号）
- いとしのフェルナンド（『まんがタイムラブリー』2008年10月号 - 2010年3月号） - 2019年にヴァニラ画廊限定販売で自費出版本が刊行された[9]。
- サーカスの娘オルガ（『ハルタ』2015年volume30 - 2019年volume66）
- 涙子さまの言う通り（『ハルタ』2021年volume83 - 2025年volume121）

#### 短編
- RUNRUNHOUR（『ガロ』1998年6月号 - 9月号→『コミックエデン』） - 山本ルンルンの商業誌掲載デビュー作
  - 『ガロ』1998年6月号に「PRETTY INVADER」（3P）、「SHOPPING」（4P）、「REINCARNATION」（4P）、「SPACE FAMILY」（4P）、8月号に「路上の魔法使い」（4P）、「素敵なピクニック」（4P）、9月号に「フェアリー ミステリー」（4P）が掲載
  - 1999年『コミックエデン』に「おばあちゃんのお仕事」（4P）、「ベレッタの素敵なケーキ」（4P）、「すてきなイチゴダケ」（4P）、「デイジーアイスクリーム」（4P）が掲載
- 山本ルンルンのちょっと気になる（『お笑いちゃんねる』→『全部ホンネの笑える話』VOL.1 - VOL.2）
- チョコレートボンボン（『月刊flowers』2010年12月号）
- 街のキツネ（『増刊flowers』2013年3月号）
- カラスの瞳（『月刊flowers』2014年3月号）
- オリビアのいる世界（『ハルタ』2014年volume18） - 『青の秘密』に収録[10]。
- 魅惑のタピオカミルクティー（『ハルタオルタ 2019-AUTUMN』）

ほか短編作品多数。
※山本は「新聞連載の単行本化は難しい」と公式サイト上で語っており、新聞連載作品『Milk in Another World』のバックナンバーを自身の公式サイトに掲載する、という新たな試みを行っている（朝日学生新聞社承諾済み）。その後、2012年6月から「復刊ドットコム」WEB上の購入者事前予約方式にて『マシュマロ通信 番外編』と称した朝日中学生ウィークリー連載時の『マシュマロ通信』が復刊プロジェクトとして動くことが発表され、同年7月18日目標数1000部の予約数を突破。9月下旬、オールカラー60ページの公式同人誌という形式で復刊を果たした。

### 短編集
- シトラス学園 完全版（2005年2月 太田出版） - 『シトラス学園』『ルンルンアワー』、その他の短編漫画を収録
- ないしょの話〜山本ルンルン作品集〜（2013年4月 フラワーコミックス）
- シトラス学園 キューティ（2013年6月 宝島社） - 『シトラス学園』『ルンルンアワー』の『CUTiE Comic』掲載分および描き下ろし短編漫画を収録
- シトラス学園 バニラ（2015年4月 宝島社） - 『シトラス学園』の『Vanilla』掲載分および描き下ろし短編漫画、『ルンルンアワー』2作を収録

### 絵本
- レモンとミルクのいまなんじ?（2007年10月 教育画劇・刊 幼児向け絵本）

### その他
- エレクトリック先生（2003年） - HALCALIの第2弾シングルPV
- おしゃれ大好きハルコちゃん（2003年 パルコのフリーペーパー「カフェブック」） - 1ページ漫画を不定期連載
- おねがいマイメロディ（2005年4月 - 2006年3月）、おねがいマイメロディ 〜くるくるシャッフル!〜（2006年4月 - 2007年3月） - クリーチャーデザイン原案
- ヒカリとヒカル（2006年6月 - 2008年5月 夏緑作、ポプラ社） - 小説挿絵
- 山本ルンルンのおきにいりBOOKS（2007年8月 コミックピアニッシモ、『月刊psiko』8月号増刊） - 1ページ
- 今月の山本ルンルン（2007年10月 『まんがタイムジャンボ』10月号） - 4コママンガ、0.5ページ
- ドリーム☆チーム（2008年10月 - 2011年11月 アン・コバーン作、偕成社） - 小説挿絵
- マカロンの歌（2009年9月） - ニーネ、キャプテンミライとのコラボレーションによるボーカロイドPV
- 大航海40年史（2012年11月） - あがた森魚のCDジャケットイラスト
- My Favorite Thing Vol.3 山本ルンルン（2013年6月 『幻想アンソロジー haruca』Vol.3） - 1ページ
- フォアミセス活字倶楽部 ビブリオマニア!九冊目 山本ルンルン（2013年11月 『フォアミセス』） - 1ページ
- ピノコトリビュート アッチョンブリケ!（2013年12月 秋田書店） - 8ページ
- くーちゃん（2018年2月 合同漫画誌『みんみん』） - 4ページ
- ニーニング・ナウ!（2018年8月） - ニーネのCDジャケットイラスト
- のれないR&R（2019年11月） - 割礼のCDジャケットイラスト
- OLYMPIA（2020年） - 公式サイトのマスコットキャラクター[11]
- 怖いものは好きですか?（2023年4月 『週刊文春エンタ+』） - 2ページ
- どろ〜ん! ハニーボーイ（2023年9月 大塚久生作） - 静岡県牧之原市の河村養蜂場のPR漫画[12]